# Mount Waiʻaleʻale
Mount Waiʻaleʻale is een uitgedoofde schildvulkaan op het eiland Kauai in de staat Hawaï. Met 1569 m is hij de op een na hoogste berg van dit eiland na de Kawaikini (1593 m). De naam betekent rimpelend water of overstromend water.
Er viel gemiddeld 11.430 mm regen per jaar gedurende de laatste 32 jaar. De recordregenval was 16 916 mm in 1982. De piek van Mount Waiʻaleʻale wordt dan ook als een van de regenrijkste plekken op aarde beschouwd. Op sommige plaatsen wordt het de natste plaats genoemd hoewel de gemiddelde regenval over 38 jaar in Mawsynram, Meghalaya, India 11 873 millimeter is. Echter, de regenval in Mawsynram is vooral in het moessonseizoen terwijl de regenval op Mount Waiʻaleʻale meer gelijkmatig verdeeld is.